# 151 (tal)
151 är det naturliga talet som följer 150 och som följs av 152.

## Inom vetenskapen
- 151 Abundantia, en asteroid

## Inom matematiken
- 151 är ett udda tal
- 151 är det 36:e primtalet
- 151 är primtalstvilling med 149
- 151 är det 24:e palindromtalet
- 151 är det 8:e tal som är både palindromtal och primtal
- 151 är ett centrerat dekagontal
- 151 är ett centrerat pentadekagontal
- 151 är ett palindromtal i det ternära talsystemet.